# Erythrina droogmansiana
Erythrina droogmansiana är en ärtväxtart som beskrevs av De Wild. och Théophile Alexis Durand. Erythrina droogmansiana ingår i släktet Erythrina och familjen ärtväxter. Inga underarter finns listade i Catalogue of Life.